# 特伦托采邑主教区
特伦托采邑主教区（德語：Hochstift Trient, Fürstbistum Trient, Bistum Trient），是一个教会公国，领土范围大致相当于于今天意大利北部的特伦托自治省。它建立于1027年，一直存续到1802年。1802年，它被世俗化并被纳入到哈布斯堡家族所持有的蒂罗尔伯国中。特伦托是一个Hochstift ，即一个在特伦托采邑主教管辖下的帝国政治体。

## 历史
见罗马天主教特伦托总主教区的教会历史

### 中世纪
301年，第一位特伦托主教作为阿奎莱亚主教会议的参与者被记录。该地区曾是伦巴第王国和意大利王国的一部分。951年德意志国王奥托一世进攻意大利国王贝伦加尔二世。952 年，贝伦加尔不得不将维罗纳边区割让给奥托，奥托将其分封给他的弟弟巴伐利亚公爵亨利一世。

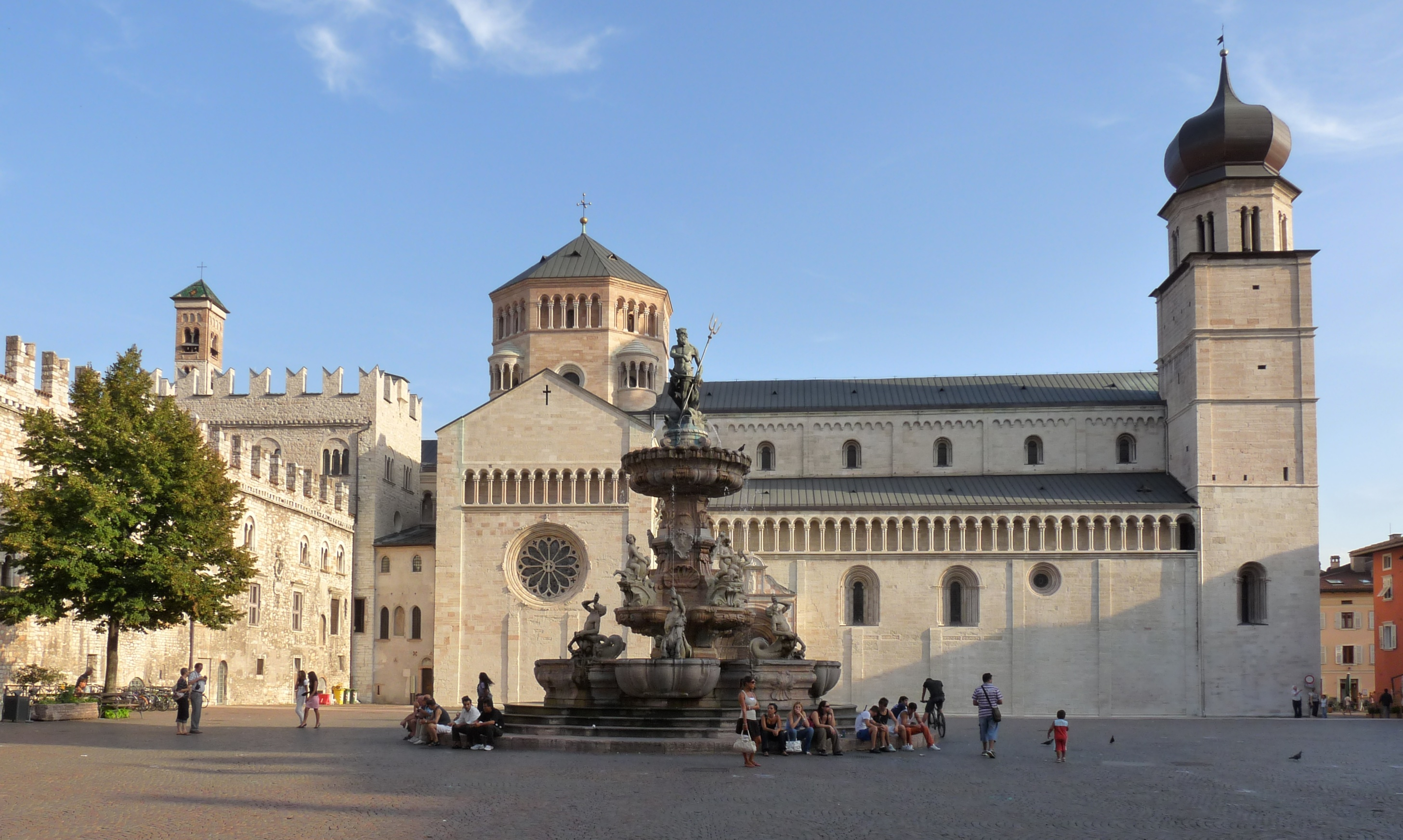
特伦托大教堂

从1004年起，亨利二世皇帝和他的继任者康拉德二世在维罗纳边区的东北部分离了几块较小的领土，并将它们授予特伦托教区。特里托教区最初是巴伐利亚的封地，直到1027年建立了采邑主教辖区，以及类似的布雷萨诺内采邑主教区。这些主教辖区的建立是为了保障帝国军队可以沿着克劳迪娅奥古斯塔之路和阿尔卑之路这两条古老的罗马道路穿越阿尔卑斯山到达意大利，因此皇帝将该地区委托给两位主教，而不是经常反叛的世俗诸侯。
这些采邑主教也是神圣罗马帝国的诸侯，享有参加帝国议会的权利。特伦托采邑主教们对皇帝保持着强烈的忠诚，即使后者被绝罚：这是因为他们需要皇帝的庇护，只有这样才能抵御像蒂罗尔伯国这样日益强大的邻居的威胁。1179年腓特烈·巴巴罗萨皇帝和他的儿子霍亨斯陶芬的亨利六世重新确立了特伦托和布雷萨诺内采邑主教的至高无上的地位。主教获得了拥有自己的货币和征收通行费的权利。

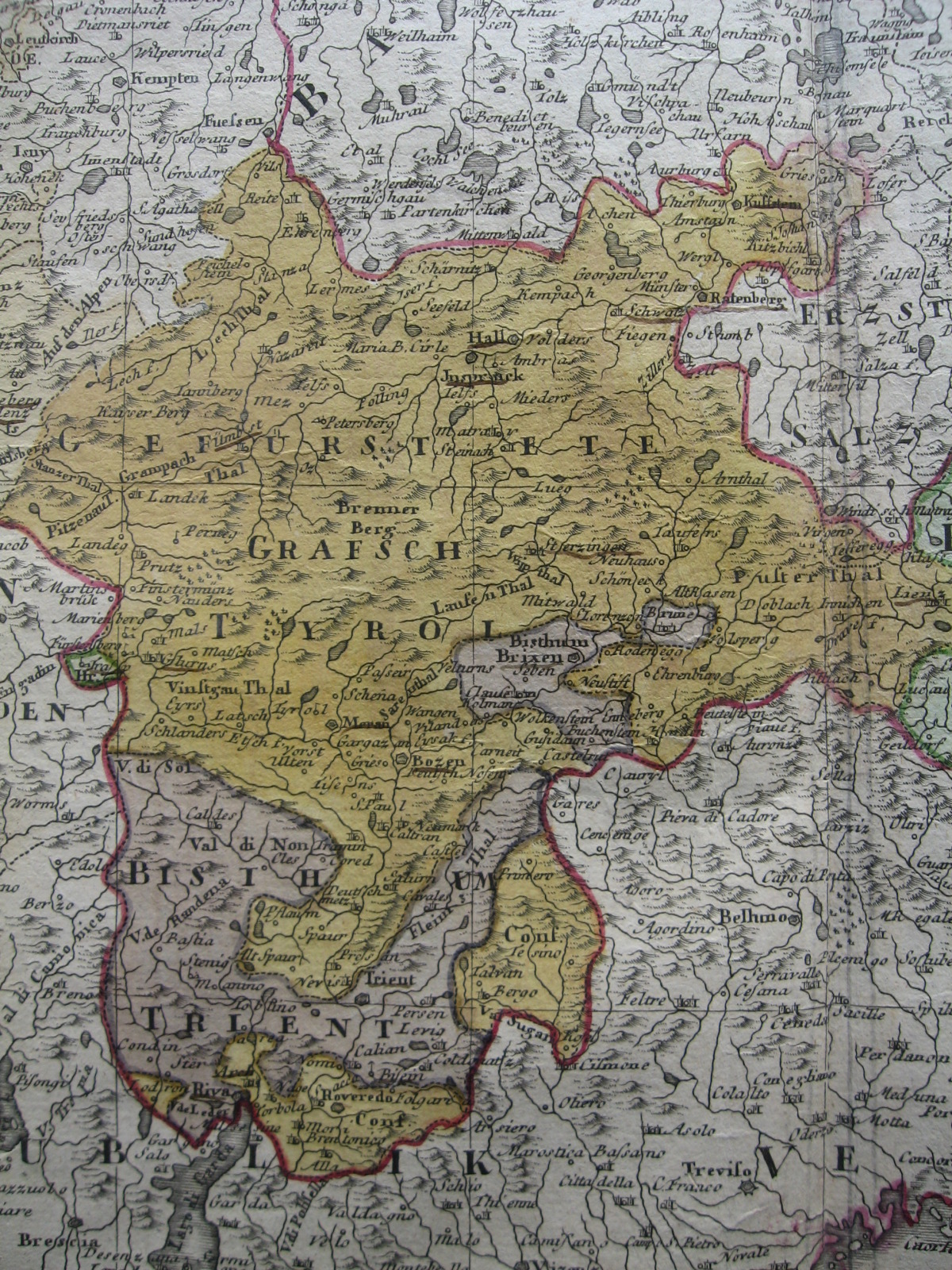
特伦托和布雷萨诺内采邑主教区与哈布斯堡的蒂罗尔伯国交织在一起，18世纪

### 15和16 世纪
1419年，列支敦士登的主教乔治一世（1390-1419）直接向皇帝臣服，避免了被蒂罗尔征服的命运，但这并没有阻止主教们在15世纪的进程中进一步失去对城市和乡村的权力，市民们在1407年试图建立一个共和国，但被血腥镇压。1425年，特伦托又被宣布为公社。10年后，另一场叛乱爆发，奥地利-蒂罗尔军队入侵了采邑主教区的领土。在接下来的一年里，主教们为了挫败哈布斯堡家族的征服企图进行了激烈的斗争，但最后采邑主教区实际上还是被奥地利所征服。

## 最后

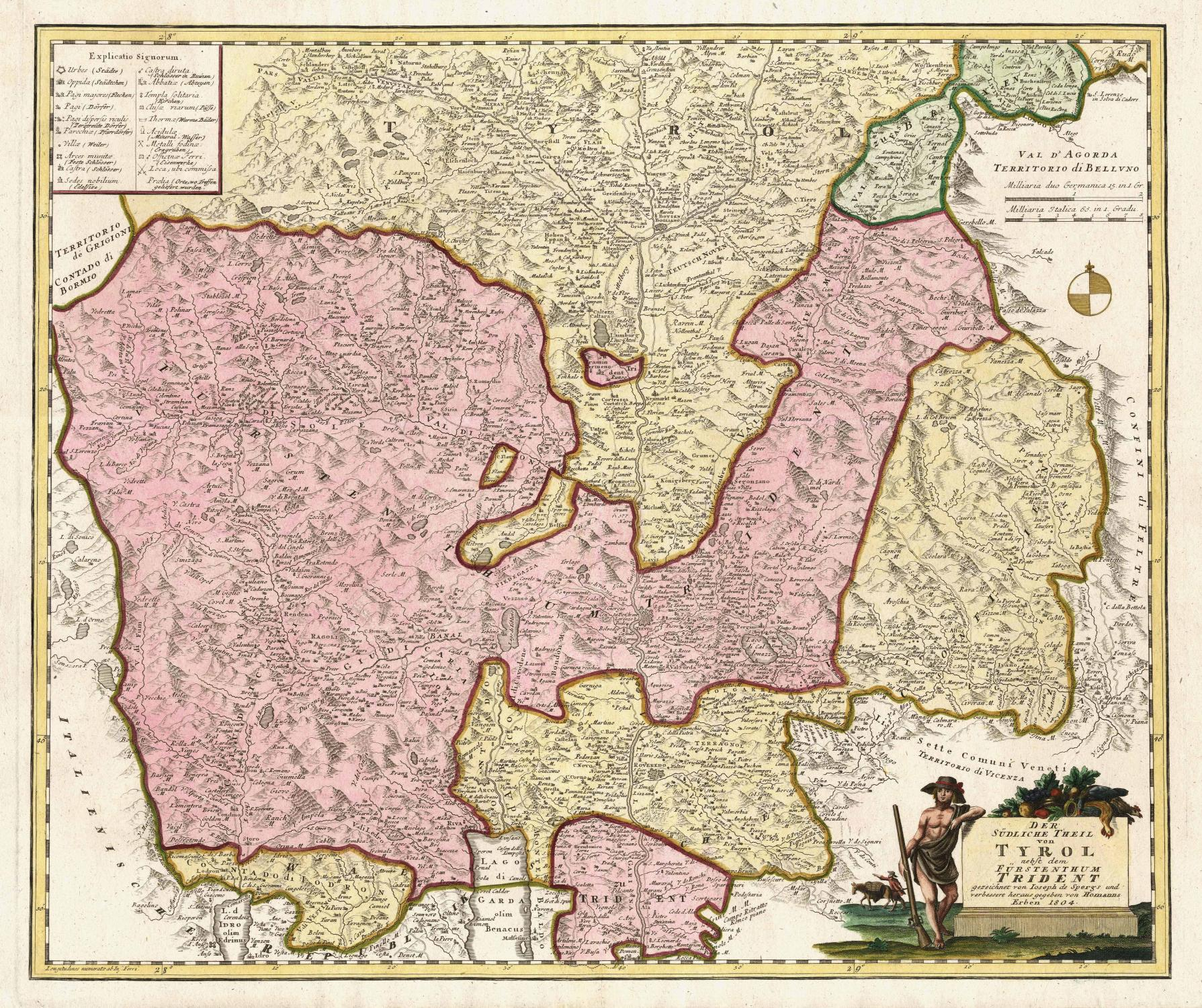
1804年的特伦特公国（粉红色）

根据1801年的吕内维尔条约， 1803年的采邑主教区被世俗化为特伦托公国，后来成为蒂罗尔伯国的一部分。从1804年起，蒂罗尔伯国成为奥地利帝国的阿尔卑斯皇家领地。根据1805年的普雷斯堡和约，它与蒂罗尔一起被巴伐利亚王国吞并，并于1810年移交给意大利王国，并于1814年再次并入奥地利的蒂罗尔王室土地。
由于其主要人口都讲意大利语，意大利的民族统一运动宣称特伦托应属于意大利。然而，即使在1866年第三次意大利独立战争之后奥地利不得不割让邻近的威尼托地区之后，它仍然是蒂罗尔王室领土的一部分。根据 1919 年的圣日耳曼条约，前特伦托采邑主教区连同原蒂罗尔伯国的南部才都归意大利王国所有。